# Maison forte de Charansonnay
Le château de Charansonnay (Charansonnex, Chalansonnex, Charansonnet) est une maison forte située sur la commune de Massingy, dans le département de la Haute-Savoie. Il est le centre d'une seigneurie.

## Situation
Le château de Charansonnay est installé sur une colline située à l'extrémité sud-est du chef-lieu de Massingy,, au sud-est de Rumilly, en Albanais. Il se trouve au hameau homonyme, Charansonnet.
Le château domine ainsi le paysage de plaine de Bloye et la seigneurie de Salagine.

## Historique
Le château de Charansonnay, que l'on trouve également mentionné sous les formes Charansonnex Chalansonnex,. Il semble être le berceau de la famille de Charansonay (Charansonnex),,. 
Le château passe au XVIIe siècle à la famille Maillard de Tournon. Ces derniers le gardent jusqu'à ce que le duché de Savoie soit occupé par les troupes révolutionnaires françaises. Il passe ensuite à l'Ordre de Malte. Confisqué, il est vendu comme bien national à Claude Gruffaz et Jean-Claude Ramaz en 1803.

## Description
L'édifice est un bâtiment quadrangulaire sur lequel est accolée à l'est une tour carrée, découronnée (20 m de haut). La tour abrite un escalier de pierre. Il ne reste au sommet des murs du chemin de ronde sur mâchicoulis que les consoles.
La façade nord du château possède cinq ouvertures.

Dessin des armes de la famille de Charansonnay, d'or au lion de sable, sculptées sur le manteau de la cheminée.

À l'intérieur, sur la cheminée de la cuisine, sont sculptées les armes de la famille de Charansonay, d'or au lion de sable. On y voit aussi une baie à coussièges.